# Andromalius
Andromalius, prema demonologiji, sedamdeset i drugi duh Goecije koji ima pod svojim zapovjedništvom 36 legija. Ima ljudski lik, a u ruci nosi zmiju. Uz njegovu pomoć hvataju se lopovi i vraćaju se ukradena dobra, te također pomaže u otkrivanju skrivenog blaga. Kažnjava zle ljude i lopove bilo koje vrste.